# Le Bosc-Roger-en-Roumois
Le Bosc-Roger-en-Roumois ist eine ehemalige französischen Gemeinde mit 3316 Einwohnern (Stand: 1. Januar 2020) im Département Eure in der Region Normandie. Sie gehörte zum Arrondissement Bernay. Die Bewohner werden Roge-Bourgerons und Roge-Bourgeronnes genannt.

## Geografie
Le Bosc-Roger-en-Roumois liegt etwa 30 Kilometer südsüdwestlich von Rouen und etwa 32 Kilometer nordöstlich von Bernay am nördlichen Rand des Départements an der Grenze zum benachbarten Département Seine-Maritime.
Umgeben wird Le Bosc-Roger-en-Roumois von den Nachbargemeinden und der Commune déléguée:
|                      | La Londe (Seine-Maritime)                   |                       |
| Grand Bourgtheroulde | Kompassrose, die auf Nachbargemeinden zeigt | Saint-Ouen-du-Tilleul |
|                      | Bosnormand (Commune déléguée)               | Le Thuit de l’Oison   |

## Geschichte
Im Jahre 1204 eroberte Philipp II. (Frankreich) die Normandie von Johann Ohneland zusammen mit dem Söldner Lambert Cadoc. Der König dankte seinem Söldner, indem er ihm viele Güter vermachte, darunter eine wichtige Festung in Bosc-Roger.
Der Erlass des Präfekten vom 3. August 2016 legte mit Wirkung zum 1. Januar 2017 die Eingliederung von Le Bosc-Roger-en-Roumois als Commune déléguée zusammen mit der früheren Gemeinde Bosnormand zur neuen Commune nouvelle Bosroumois fest.

## Bevölkerungsentwicklung
| Le Bosc-Roger-en-Roumois: Einwohnerzahlen von 1793 bis 2020                                                                | Le Bosc-Roger-en-Roumois: Einwohnerzahlen von 1793 bis 2020 | Le Bosc-Roger-en-Roumois: Einwohnerzahlen von 1793 bis 2020 | Le Bosc-Roger-en-Roumois: Einwohnerzahlen von 1793 bis 2020 | Le Bosc-Roger-en-Roumois: Einwohnerzahlen von 1793 bis 2020 |
| --- | ----------------------------------------------------------- | ----------------------------------------------------------- | ----------------------------------------------------------- | ----------------------------------------------------------- |
| Jahr |                                                             |                                                             |                                                             | Einwohner                                                   |
| 1793 | 1793                                                        |                                                             | 1.723                                                       | 1.723                                                       |
| 1800 | 1800                                                        |                                                             | 1.563                                                       | 1.563                                                       |
| 1806 | 1806                                                        |                                                             | 1.604                                                       | 1.604                                                       |
| 1821 | 1821                                                        |                                                             | 1.980                                                       | 1.980                                                       |
| 1831 | 1831                                                        |                                                             | 2.203                                                       | 2.203                                                       |
| 1836 | 1836                                                        |                                                             | 2.019                                                       | 2.019                                                       |
| 1841 | 1841                                                        |                                                             | 1.939                                                       | 1.939                                                       |
| 1846 | 1846                                                        |                                                             | 1.905                                                       | 1.905                                                       |
| 1851 | 1851                                                        |                                                             | 1.944                                                       | 1.944                                                       |
| 1856 | 1856                                                        |                                                             | 1.939                                                       | 1.939                                                       |
| 1861 | 1861                                                        |                                                             | 1.920                                                       | 1.920                                                       |
| 1866 | 1866                                                        |                                                             | 2.169                                                       | 2.169                                                       |
| 1872 | 1872                                                        |                                                             | 2.223                                                       | 2.223                                                       |
| 1876 | 1876                                                        |                                                             | 2.277                                                       | 2.277                                                       |
| 1881 | 1881                                                        |                                                             | 2.044                                                       | 2.044                                                       |
| 1886 | 1886                                                        |                                                             | 2.032                                                       | 2.032                                                       |
| 1891 | 1891                                                        |                                                             | 1.621                                                       | 1.621                                                       |
| 1896 | 1896                                                        |                                                             | 1.343                                                       | 1.343                                                       |
| 1901 | 1901                                                        |                                                             | 1.117                                                       | 1.117                                                       |
| 1906 | 1906                                                        |                                                             | 1.075                                                       | 1.075                                                       |
| 1911 | 1911                                                        |                                                             | 959                                                         | 959                                                         |
| 1921 | 1921                                                        |                                                             | 848                                                         | 848                                                         |
| 1926 | 1926                                                        |                                                             | 832                                                         | 832                                                         |
| 1931 | 1931                                                        |                                                             | 856                                                         | 856                                                         |
| 1936 | 1936                                                        |                                                             | 864                                                         | 864                                                         |
| 1946 | 1946                                                        |                                                             | 837                                                         | 837                                                         |
| 1954 | 1954                                                        |                                                             | 880                                                         | 880                                                         |
| 1962 | 1962                                                        |                                                             | 962                                                         | 962                                                         |
| 1968 | 1968                                                        |                                                             | 1.162                                                       | 1.162                                                       |
| 1975 | 1975                                                        |                                                             | 1.647                                                       | 1.647                                                       |
| 1982 | 1982                                                        |                                                             | 2.323                                                       | 2.323                                                       |
| 1990 | 1990                                                        |                                                             | 2.895                                                       | 2.895                                                       |
| 1999 | 1999                                                        |                                                             | 3.003                                                       | 3.003                                                       |
| 2006 | 2006                                                        |                                                             | 3.218                                                       | 3.218                                                       |
| 2015 | 2015                                                        |                                                             | 3.204                                                       | 3.204                                                       |
| 2020 | 2020                                                        |                                                             | 3.316                                                       | 3.316                                                       |
| Quelle(n): EHESS/Cassini bis 1999, INSEE ab 2006 Anmerkung(en): Ab 1962 offizielle Zahlen ohne Einwohner mit Zweitwohnsitz |                                                             |                                                             |                                                             |                                                             |

## Sehenswürdigkeiten
- Pfarrkirche Saint-Pierre mit Ursprüngen aus dem 13. und 14. Jahrhundert
- Herrenhaus La Breaulière mit einem modernen Wohntrakt, einem Taubenschlag aus dem 17. Jahrhundert und einer Kapelle aus dem 18. Jahrhundert